# Bienes gananciales
Se denominan bienes gananciales o simplemente gananciales en derecho, a todos aquellos bienes adquiridos por los cónyuges durante el matrimonio, a excepción de los recibidos a título gratuito.
La característica principal de dichos bienes es que pertenecen a ambos cónyuges por igual, independientemente de quién de los dos los haya obtenido y lo normal es que para disponer de ellos baste con que el negocio jurídico lo acuerde uno de los dos cónyuges siempre y cuando exista la aceptación del mismo por parte del otro cónyuge.
La inclusión o no de los bienes del matrimonio en la comunidad de bienes gananciales dependerá del régimen económico matrimonial por el que los cónyuges hayan optado.
Lo contrario a los bienes ganaciales son los bienes privativos, que dentro de un matrimonio pertenecen únicamente a uno de los dos cónyuges, por distintos motivos desarrollados en la ley concreta aplicable al caso.
En caso de disolución del matrimonio, los bienes gananciales deben ser repartidos por igual entre los dos cónyuges.

## España
En España, según el artículo 1.347 del Código Civil son los siguientes:
1. Los obtenidos por el trabajo o la industria de cualquiera de los cónyuges.
2. Los frutos o intereses que produzcan tanto los bienes privativos como los gananciales.
3. Los adquiridos a título oneroso a costa del caudal común.
4. Los adquiridos por derecho de retracto de carácter ganancial, aun cuando lo fueran con fondos privativos, en cuyo caso la sociedad será deudora del cónyuge por el valor satisfecho.
5. Las empresas fundadas durante la vigencia de la sociedad de gananciales por cualquiera de los cónyuges a expensas de bienes comunes.

### Pagos parciales de créditos aplazados
Conforme al artículo 1.348 del Código Civil “Siempre que pertenezca privativamente a uno de los cónyuges una cantidad o crédito pagadero en cierto número de años, no serán gananciales las sumas que se cobren en los plazos vencidos durante el matrimonio, sino que se estimarán capital de uno u otro cónyuge, según a quien pertenezca el crédito”. 

Aunque el bien inicial sea privativo por lo general los frutos del mismo se consideran beneficios, por lo que van directamente a la sociedad de gananciales. En este caso concreto inciden sobre el capital privativo, por lo que en ningún momento afectarán a la masa común.

### Derechos de usufructo y pensión
Según el artículo 1.349 “El derecho de usufructo o de pensión, perteneciente a uno de los cónyuges, formará parte de sus bienes propios; pero los frutos, pensiones o intereses devengados durante el matrimonio serán gananciales”

Como el propio artículo dice, todo aquello que derive un usufructo se considerará parte del patrimonio común.

### Frutos de los ganados
Conforme al artículo 1.350 del Código Civil “Se reputarán gananciales las cabezas de ganado que al disolverse la sociedad excedan del número aportado por cada uno de los cónyuges con carácter privativo” 

La división se hace sólo considerando la cantidad de las reses y no sus cualidades. En el momento de terminar el régimen de gananciales se dividirán al 50% la cantidad de cabezas  que queden tras recuperar cada uno el mismo número que  aportaron.

### Ganancias en el juego y adquisiciones que eximen de la restitución
De acuerdo al artículo 1.351 del Código Civil “Las ganancias obtenidas por cualquiera de los cónyuges en el juego o las procedentes de otras causas que eximan de la restitución pertenecerán a la sociedad de gananciales”.

Como dice el propio artículo, son ganancias, por lo que al haberse producido dentro del matrimonio pertenecen a la sociedad de gananciales, como afirma el artículo 1.344.

### Adquisición de nuevas acciones y títulos o participación social
El artículo 1.352 del Código Civil dice que “Las nuevas acciones u otros títulos o participaciones sociales suscritos como consecuencia de la titularidad de otros privativos serán también privativos. Asimismo lo serán las cantidades obtenidas por la enajenación del derecho a suscribir.

Si para el pago de la suscripción se utilizaren fondos comunes o se emitieran las acciones con cargo a los beneficios, se reembolsará el valor satisfecho”

Por el presente artículo se consideran las nuevas acciones, títulos o participaciones como parte del capital privativo, con la salvedad en este caso de que aún haciéndolo con cargo a la sociedad de gananciales siguen siendo privativos. Posteriormente, en caso de disolución de la misma existirá una deuda por el importe sustraído por la parte hacia la sociedad.

### Atribución voluntaria de la ganancialidad. Adquisiciones conjuntas.
En virtud del artículo 1.355 del Código Civil, “Podrán los cónyuges, de común acuerdo, atribuir la condición de gananciales a los bienes que adquieran a título oneroso durante el matrimonio, cualquiera que sea la procedencia del precio o contraprestación y la forma y plazos en que se satisfaga.

Si la adquisición se hiciere en forma conjunta y sin atribución de cuotas, se presumirá su voluntad favorable al carácter ganancial de tales bienes.”

Los bienes obtenidos de forma onerosa por regla general se consideran patrimonio privativo, por lo que serían sólo de una de las partes, pero lo que dicho artículo permite es incorporar tales bienes a la masa ganancial. Sería necesaria la aceptación por parte del otro cónyuge, pero conforme al apartado segundo ésta puede presuponerse en los casos dónde no se hubiesen establecido cuotas.

### Adquisiciones con contraprestación en parte privativa y en parte ganancial. Adquisiciones onerosas a plazos. Adquisición de la vivienda y ajuar familiares.
El artículo 1.354 dicta que “Los bienes adquiridos mediante precio o contraprestación, en parte ganancial y en parte privativo, corresponderán pro indiviso a la sociedad de gananciales y al cónyuge o cónyuges en proporción al valor de las aportaciones respectivas.”

Como en cualquier adquisición por varios compradores, cada uno tiene derecho en proporción a lo aportado. La única diferencia en este caso es que la sociedad de gananciales pone un porcentaje, por lo que lo que la división que le toca se regirá por las normas propias de este sistema.

Los bienes adquiridos a plazos tienen la naturaleza con la que se hiciese el primer pago, con independencia de que patrimonio aporte el resto.

### Mejoras introducidas en los bienes gananciales y en los privativos
En función del artículo 1.359 “Las edificaciones, plantaciones y cualesquiera otras mejoras que se realicen en los bienes gananciales y en los privativos tendrán el carácter correspondiente a los bienes a que afecten, sin perjuicio del reembolso del valor satisfecho.

No obstante, si la mejora hecha en bienes privativos fuese debida a la inversión de fondos comunes o a la actividad de cualquiera de los cónyuges, la sociedad será acreedora del aumento del valor que los bienes tengan como consecuencia de la mejora, al tiempo de la disolución de la sociedad o de la enajenación del bien mejorado.”

Al igual que en apartados anteriores, se considera que las mejoras no afectan a la denominación del bien, indistintamente de la procedencia del capital aportado. Queda constituida una deuda futura que tiene como acreedora a la sociedad de gananciales y que deberá abonarse a la misma en el momento de su liquidación.

### Incrementos patrimoniales de empresas
El artículo 1.360 establece que “Las mismas reglas del artículo anterior se aplicarán a los incrementos patrimoniales incorporados a una explotación, establecimiento mercantil u otro género de empresa.”

Se aplicará de forma extensiva el planteamiento del artículo 1.359, expuesto en el apartado anterior, a lo aportado a una explotación, establecimiento mercantil o empresa de otro género.

Las donaciones remuneratorias hechas a uno de los cónyuges, o a ambos por servicios que no daban acción contra el que las hace, no corresponden al haber social, pero las que se hicieren por servicios que hubiesen dado acción contra el donante, corresponden a la sociedad, salvo que dichos servicios se hubieran prestado antes de la sociedad conyugal, pues en tal caso la donación remuneratoria no corresponde a la sociedad, sino al cónyuge que prestó el servicio. 